# Razjezd Gienierała Omielczenko
Razjezd Gienierała Omielczenko (ros. Разъезд Генерала Омельченко) – mijanka i przystanek kolejowy w pobliżu miejscowości Ługa, w rejonie łużskim, w obwodzie leningradzkim, w Rosji. Położona jest na linii dawnej Kolei Warszawsko-Petersburskiej.
Od mijanki odchodzi bocznica do pobliskiej jednostki wojskowej oraz znajdującego się na jej terenie toru doświadczalno-edukacyjnego Wojskowego Instytutu Wojsk Kolejowych i Łączności Wojskowej.
Poprzednio nosiła nazwę 131 km. 16 maja 2001 decyzją Zgromadzenia Ustawodawczego Obwodu Leningradzkiego zmieniono nazwę na obecną.